# أبو عبد الله الحسن
أبو عبد الله الحسن هو الابن الأصغر للسلطان الحفصي أبي عبد الله محمد المتوكل، ويلقب بـمولاي الحسن  تولى الحكم فيما بين عامي 1526 و1543. أطرد خلالها عام 1531 من قبل خير الدين بربروس فاستنجد بكارلوس الخامس الملك الإسباني الذي أرسل أسطولا دحر به الأتراك العثمانيين واستولى على تونس عام 1535 وفرض عليها الحماية الإسبانية، وأعيد مولاي الحسن إلى سدة حكمه، كما استنجد بعد ذلك بالإسبان من جديد لقمع ثورة وقعت بمدينة القيروان بوسط البلاد التونسية، غير أن المهاجمين على المدينة انهزموا أمامها واستمر مولاي الحسن في الحكم إلى أن عزله ابنه الأكبر أبو العباس أحمد عام 1543، ومات خلال حصار المهدية عام 1550.

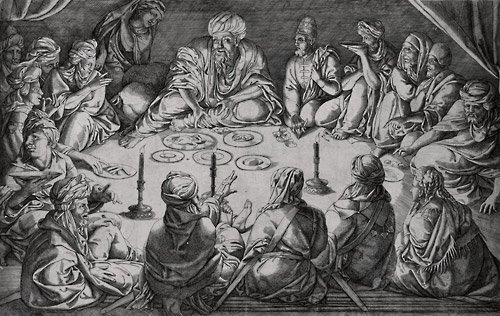
مولاي الحسن خلال عشاء عام 1535

## إشارات مرجعية
1. ↑  روبار برنشفيك، تاريخ إفريقية في العهد الحفصي، تعريب حمادي الساحلي، دار الغرب الإسلامي، بيروت 1988، ص 16
2. ↑  محمد الحبيب الهيلة، المفتي أبو القاسم عظوم في عصره، المجمع التونسي للعلوم والآداب والفنون، تونس 2010، ص 22

| سبقه أبو عبد الله محمد المتوكل | سلطان حفصي (تونس) 932هـ-949هـ/1526م- 1543م | تبعه أبو العباس أحمد |